# Anne Maass
Anne Maass  (* 21. Juli 1953 in Heidelberg) ist eine deutsche Psychologin und Hochschullehrerin an der Universität Padua in Italien.

## Werdegang
Anne Maass studierte Psychologie, klinische Psychologie und Sozialpsychologie an der Universität Heidelberg, der Universität La Sapienza in Rom in Italien und der Florida State University in Tallahassee in den USA. Sie promovierte 1982 in Sozialpsychologie an der Florida State University. Von 1982 bis 1984 arbeitet sie als Hochschulassistentin an der Universität Kiel. Anschließend wechselte sie an die Universität Padua in Italien. Sie verbrachte Forschungs- und Lehraufenthalte an der University of California, Davis in den USA, an der Universität Heidelberg, an der Vrije Universiteit Amsterdam in den Niederlanden und an der New School for Social Research in New York City in den USA. 
Seit 2001 ist Anne Maass Professorin für Sozialpsychologie an der Universität Padua in Italien.

## Forschung
Maass forscht an Themen der Sozialpsychologie, ihre Schwerpunkte sind dabei Stereotype, Vorurteile und politisch korrekte Sprache („Political Correctness“). 
Sie hat den Begriff des Linguistic Intergroup Bias geprägt und dabei die Forschung von Gün R. Semin und Klaus Fiedler fortgeführt und vertieft. In ihren Studien zeigte sie, wie die Art der Sprache soziale Stereotype unterstützt, indem ähnliche Verhaltensweisen innerhalb der eigenen Gruppe anders beschrieben werden, als die gleichen Verhaltensweisen in fremden Gruppen.

## Auszeichnungen
- seit 2014 Mitglied der Nationalen Akademie der Wissenschaften Leopoldina[3]

- 2011 Henri Tajfel Award der European Association of Social Psychology[4]
- 2008 Gordon Allport Intergroup Relations Prize der Society for the Psychological Study of Social Issues[5]